# Monika Bakale
Clara Monika Bakale, född den 15 maj 1979, är en simmare från Kongo-Brazzaville. Hon representerade Kongo vid Olympiska sommarspelen 1996, 2000 och 2004. Hennes bästa placering blev i Athen 2004 där hon kom på andraplats i 50 m fristil.
Monika Bakale är syster till Rony Bakale.
Bakale medverkar i en cameoroll i TV-serien Athens 2004: Games of the XXVIII Olympiad.